# Metis
Metis（メティス、1984年3月28日 - ）は、日本の女性レゲエシンガーソングライター。広島市中区出身。

## 略歴
- 2005年
  - 10月23日 ミニアルバム『ANSWER』を、JAMWAXよりタワーレコード限定で発売し、インディーズデビューする。口コミで話題となり、数か月後にHMVと新星堂で取り扱いが開始される。
- 2006年
  - 春に日本クラウンと契約する。
  - 5月19日 インディーズ最後のミニアルバム『MUSIC』を発売。同時にミニアルバム『ANSWER』も全国流通が開始される。
  - 9月20日にミニアルバム『WOMAN』で日本クラウン内部レーベルのCROWN GOLDよりメジャーデビュー。
- 2007年
  - 1月24日に初のシングル「梅は咲いたか 桜はまだかいな」を発売。レゲエの本場ジャマイカでのレコーディングということ、歌詞が受験生を後押しする内容であるということなどで話題を呼ぶ。
  - 2月12日に菅原道真を祀る湯島天満宮で合格祈願ライブを開催する。
  - 4月にニッポン放送『オールナイトニッポン』のジングルを担当。
  - 5月22日にテレビ新広島『TSSスーパーニュース』に原爆ドーム前からの中継で生放送出演。
  - 8月6日にテレビ新広島制作特別番組『ANSWER 〜いかにヒロシマを語り継ぐのか〜』が全国20局ネットで放送される。テレビ新広島『TSSスーパーニュース』で原爆ドーム前から生中継する。
  - 8月15日にメジャー初のフルアルバム『ONE LOVE』を発売。出荷枚数は7万枚を超える。
  - 10月5日から、初のライブツアー『Metis LIVE TOUR 2007 "ONE LOVE"』を福岡、広島、大阪、東京、名古屋で行う。
  - 11月21日にMySpaceを介して知り合ったグラミー賞受賞アーティストであるSPEECHと、WISE・JAMILの4名で結成したスペシャルユニット・タートルズ4のデビューシングル「Everybody」を発売。
- 2008年
  - 1月22日 内部レーベルをCROWN GOLDから、クラブミュージック専用レーベルとして新設されたplaylist Zeroに移籍。
  - 2月20日 内部レーベル移籍後初のシングル「母賛歌」を発売。
  - 6月18日 サマーアルバム『BLESS』を発売。
  - 7月5日 NHK広島放送局80周年事業「いのちのうた」から9月27日の「福岡レゲエ魂2008」までに20本のライブに出演。
  - 11月7日 着うた配信サイト『レゲエZION』にて1日限定で無料ダウンロードできる着うたのバトンリレー企画を実施する。着うた史上初の試みでニュースで取り上げられる。
  - 11月25日 日本テレビ系『誰も知らない泣ける歌スペシャル』で「母賛歌」が取り上げられて出演する。
- 2009年
  - 1月23日 UNIVERSAL MUSICのIsland Labelへ移籍したことを発表。
  - 4月15日 移籍後初のシングル「ずっとそばに…」を発売。
  - 8月30日 『24時間テレビ32』で「母賛歌」歌う。FUJIWARAの原西は、母親の葬儀で感謝の気持ちを込めてこの歌で送った。
- 2014年
  - 9月29日 通訳を務めるフランス人の男性と入籍[1]。

## 人物
- アーティストネームはギリシア神話に登場する知恵の女神メーティスに由来している。
- 3歳の頃に両親が離婚して母子家庭で育ち、経験を2008年に発表した楽曲「母讃歌」に反映している。母はかねてよりガンを患っており、Metis自身のブログでも度々登場していたが、2008年12月12日に死去したことが所属事務所より発表された
- フィギュアスケートの鈴木明子とは誕生日が同じという縁から親しい関係にある。鈴木がバンクーバーオリンピック出場を決めた直後には、早速自らのブログを更新して鈴木へのお祝いのメッセージを掲載した。
- 菅原道真の末裔に当たる[1]。

## ディスコグラフィー

### インディーズ

#### ミニアルバム
| 枚  | 発売日         | タイトル |
| --- | -------------- | -------- |
| 1st | 2005年10月23日 | ANSWER   |
| 2nd | 2006年5月19日  | MUSIC    |

### メジャー

#### シングル
| 枚   | 発売日        | タイトル                               |
| ---- | ------------- | -------------------------------------- |
| 1st  | 2007年1月24日 | 梅は咲いたか 桜はまだかいな            |
| 2nd  | 2007年5月23日 | Respect!                               |
| 3rd  | 2007年7月4日  | 花鳥風月                               |
| 4th  | 2008年2月20日 | 母賛歌                                 |
| 5th  | 2009年4月15日 | ずっとそばに…                          |
| 6th  | 2009年7月8日  | あなたが愛をくれたから…                |
| 7th  | 2010年2月3日  | キミに出会えてよかった                 |
| 8th  | 2010年8月11日 | only one〜逢いたくて〜／My Love♥       |
| 9th  | 2011年3月2日  | 人間失格                               |
| 10th | 2011年11月2日 | 人間失格〜生きる事は素晴らしいのです〜 |

#### ミニアルバム
| 枚  | 発売日         | タイトル       |
| --- | -------------- | -------------- |
| 1st | 2006年9月20日  | WOMAN          |
| 2nd | 2008年6月18日  | BLESS          |
| 3rd | 2008年11月26日 | 手をつなごう   |
| 4th | 2012年6月27日  | めぐる愛の中で |

#### フルアルバム
| 枚  | 発売日         | タイトル  |
| --- | -------------- | --------- |
| 1st | 2007年8月15日  | ONE LOVE  |
| 2nd | 2009年8月12日  | ONE HEART |
| 3rd | 2011年12月14日 | ONE SOUL  |

### 楽曲参加
- FLY LEAF RECORDINGS『FLY LEAF RECORDINGS Vol.1～THE UNDER GROUND～』（2003年9月13日）
M-4「You are the only one」
- JOINT BOB MARLEY（2007年1月17日）　※ボブ・マーリーのトリビュート・アルバム
M-7「COULD YOU BE LOVED」
- 日華『V.O.W. -Victory Over War-』（2007年6月6日）
M-7「Coarsen Roof feat.Metis」
- タートルズ4『Everybody』（2007年11月21日）
M-7「Everybody feat.Metis、SPEECH、WISE、JAMIL」
- LITTLE『"Yes"rhyme-dentity』（2008年5月7日）
M-9「楽 feat.Metis」ボーカル・作詞作曲参加
- Jr.DEE&Friends『PARTNER』（2008年7月16日）
M-4「True Love with Metis」：『PARTNER』リードトラック
- Miss Monday『Love & The Light (w/a White Lie)』（2009年4月8日）
M-12「涙のあとに feat.Metis」
- BROWN SUGAR『DESTINY』（2009年7月8日）
M-6「LA LA LA feat.Metis」
- ジブリ meets Lovers Reggae（2009年7月8日）
M-4「さんぽ」/M-Swift feat.Metis
- PENGIN『PENGIN HOME』（2009年10月7日）
M-7「島の願い feat.Metis」
- バブルガム・ブラザーズ『MORNIN'…feat.Metis』（2009年10月14日）
M-1「MORNIN'…feat.Metis」
- C&K『CK STYLE』（2010年2月17日）
M-6「ハレルヤ!!! feat.Metis」
- MEGARYU『LOVE A LOVE feat. SEAMO/メロディーのようなLIFE feat. Metis』（2010年5月5日）
M-2「メロディーのようなLIFE feat.Metis」
- The BK Sound『One』（2010年9月1日）
M-12「ガイア feat.Metis」
- アーバン・ポップ・ディズニー（2010年12月8日）
  - M-4「アンダー・ザ・シー」
- SEAMO『5♥WOMEN』（2010年12月15日）
M-3「Change feat.Metis」
- GOKIGEN SOUND『ゴキゲンサン 〜365日のドライブ〜』（2011年7月27日）
M-6「Summer Sweet ♡ Love feat.若旦那 & Metis」

## テレビ番組
- ふるさと発　「生きる希望を歌いたい〜Metis 25歳の決心〜 NHK総合・中国地方のみ(2010年1月22日)

## ラジオ番組
- MetisのオールナイトニッポンR - ニッポン放送（2007年2月17日）
- 土曜ワラッター!-（青森放送、2007年3月）
- MetisのIrieTime- 広島FM（2007年4月1日）
- 「HANDS UP」- ZIP-FM（2007年9月1日）
- 「Super Irie time」- Date-FM（2008年4月1日）

## ライブ

### 2007年
- 2007年2月12日 - 湯島天満宮「合格祈願ライブ」
- 2007年4月6日 - 東京工科大学入学式
- Metis LIVE TOUR 2007 “ONE LOVE”
  - 福岡公演 - 2007年10月5日、福岡 DRUM Be-1
  - 広島公演 - 2007年10月8日、広島CLUB QUATTRO
  - 大阪公演 - 2007年10月9日、心斎橋CLUB QUATTRO
  - 東京公演 - 2007年10月11日、渋谷CLUB QUATTRO
  - 名古屋公演 - 2007年10月16日、名古屋CLUB QUATTRO

- 11月19日、なんばHatchにて、加藤ミリヤ、melody.、日之内エミ、青山テルマとのライブを開催。

### 2008年
- 夏フェスの女王と『めざましテレビ』で紹介される。
- 7月から10月の間に合計20本の夏フェス出演　
  - 7月5日 広島　NHK広島放送局80周年事業「いのちのうた」
  - 7月13日 岩手　東北レゲエCAMP FRESH AIR 2008
  - 7月19日 岐阜　STARLIGHT REGGAE FESTA in 明宝
  - 7月21日 長崎　長崎 パサージュ サマーフェスタ 2008
  - 7月26日 愛知　美浜海遊祭 MUSIC WAVE 2008
  - 7月28日 東京　dwango.jp　presents　R-Festa2008
  - 8月2日 神奈川　FUTURE TRACKS→R presents "SPLASH!"
  - 8月3日 広島　FESTA de RAMA 2008
  - 8月9日 千葉　SUMMER SONIC 08
  - 8月10日 福岡　イスラ・デ・サルサ2008
  - 8月14日 東京　POWER OF ATAMIX’08　〜復活熱海　元気ですよ〜。
  - 8月23日 東京　SOUND MARINA2008 〜Feel the Voice 7〜
  - 8月24日 沖縄　Ongaku ha subarasii music is my sanctuary,music is my life
  - 9月6日 大阪　SOUL POWER なにわ SUMMIT 2008
  - 9月7日 福岡　SunSetLive2008
  - 9月20日 東京　SOUL POWER TOKYO SUMMIT 2008
  - 9月21日 東京　SOUL POWER TOKYO SUMMIT 2008
  - 9月21日 愛知　FRESH AIR 豊橋 2008 10th Anniversary
  - 9月23日 浜松　Vibes Up! Maximum
  - 9月27日 福岡　福岡レゲエ魂 2008
- 9月15日 - RABまつり
- 11月28日、｢愛です!FM OSAKA〜HIV/エイズを考えよう〜世界エイズデーTALK&LIVE｣に出演
- 12月19日、｢Premium meets Premium2008〜ONE LOVE〜手をつなごう〜｣と題したワンマンライブを自身初となるクラシックホール、浜離宮朝日ホールで開催
- 12月20日、12月21日 - NAGOYA SEA SIDE FESTIVAL'08
- 11月28日、インテックス大阪にて行われた~ACT! Culture of peace by music!~「Friends of Peace Music」に出演
- 12月31日 - LAGUNA New Year’s COUNT DOWN 2009

### 2009年
- 4月にMetis LIVE TOUR 2009〜Family〜を名古屋、東京、広島、大阪で開催
  - 名古屋公演 - 2009年4月23日、名古屋CLUB QUATTRO
  - 東京公演 - 2009年4月25日、渋谷CLUB QUATTRO
  - 広島公演 - 2009年4月26日、広島CLUB QUATTRO
  - 大阪公演 - 2009年4月29日、心斎橋CLUB QUATTRO

- 11月にMetis ONE HEART TOUR 2009〜OH YEAH!!〜を浜松、名古屋、大阪、福岡、広島、東京で開催
  - 静岡公演 - 2009年11月1日、窓枠
  - 名古屋公演 - 2009年11月3日、名古屋ELL
  - 大阪公演 - 2009年11月5日、BIG CAT
  - 福岡公演 - 2009年11月7日、DRUM Be-1
  - 広島公演 - 2009年11月8日、広島CLUB QUATTRO
  - 東京公演 - 2009年11月12日、LIQUIDROOM

### 2010年
- - 01.17  |  兵庫  |  第６回 神戸フリーライブ 「ONE HEART」
  - 02.13  |  神奈川  |  ｢キミに出会えてよかった｣発売記念フリーライブ
  - 02.20  |  長崎  |  Metis Special LIVE
  - 03.07  |  鹿児島  |  日本全国CK弾数興行〜2010 CK五箇条御触書〜
  - 03.14  |  東京  |  LOVE for HAITI ×NEWS ZERO
  - 03.20  |  広島  |  MUSIC CUBE 2010
  - 03.21  |  長崎  |  日本全国CK弾数興行〜2010 CK五箇条御触書〜
  - 04.04  |  三重  |  CLUB RHYTHM 7th ANNIVERSARY Rhythmic
  - 04.09  |  大分  |  Seeing Eye Dog Music Festival 2010
  - 04.11  |  大阪  |  SPRING LIVE CIRCUIT SOUND GATE 2010
  - 04.25  |  群馬  |  BEAUTY☆NIGHT
  - 04.29  |  東京  |  LOVE FOR HAITI at CLASKA 2F Gallery A
  - 05.03  |  富山  |  “Coteran Festival”presents HarvestSpecialLive
  - 05.09  |  神奈川  |  MAMA COLLECTION
  - 05.14  |  大阪  |  LOVE in Action Meeting(LIVE) 大阪
  - 06.05  |  山梨  |  ～頂～ 日本平大音楽祭
  - 06.06  |  山梨  |   Point Green ! Music Festival 2010 ～山中湖～
  - 06.10  |  東京  |   LOVE in Action Meeting(LIVE) 東京
  - 06.13  |  沖縄  |   PENGIN Presents スリサースリサー in 沖縄〜あぎじゃびよーいvol.01〜
  - 06.26  |  神奈川  |   そろそろ夏が来る！2010
  - 07.17  |  広島  |   いのちのうた2010
  - 07.18  |  岐阜  |   STARLIGHT REGGAE FESTA in 明宝 2010
  - 07.24  |  三重  |   TOKAI SUMMIT '10
  - 07.25  |  福岡  |   HIGHER GROUND 2010
  - 07.31  |  長崎  |   MUSIC LIFE 10
  - 08.07  |  北海道  |   野外DANCE波音2010
  - 08.14  |  東京  |   めざましライブ
  - 08.20  |  東京  |   アゲハ夏祭り
  - 08.23  |  東京  |   NEXT MOVEMENT 2010
  - 08.25  |  愛知  |   TREASURE05X
  - 08.27  |  神奈川  |   JOY LIVE! supported by Future Tracks→R
  - 09.04  |  福岡  |   SunSet Live 2010
  - 09.11  |  広島  |   SOUND MARINA 2010 －Arena Special－
  - 09.12  |  岐阜  |   岐阜メガトンパンチ Vol.4
  - 09.19  |  大阪  |   〜MEETS THE REGGAE 2010〜
  - 10.03  |  福岡  |   MUSIC CITY TENJIN
  - 10.08  |  大阪  |   MEGARYU TOUR ｢我流伝説｣(シークレット出演)
  - 10.09  |  愛知  |   家族 Fes. 2010
  - 10.10  |  三重  |  FRESH AIR in KAMEYAMA 2010
  - 10.11  |  鳥取  |   鳥取大学風紋祭
  - 10.17  |  愛知  |   TRENCHSPLASH 2010
  - 11.06  |  鹿児島  |   1107MBCラジオDAY ～Thank you for the Music2010～
  - 11.13  |  茨城  |   ROC STAR
  - 12.10  |  東京  |   The BK Sound 1st ALBUM『One』Release Party
  - 12.11  |  広島  |   “ウチノ唄” vol.1
  - 12.19  |  北海道  |   HAKODATE SUMMIT vol.2
  - 12.31  |  愛知  |   LAGUNA New Year's COUNT DOWN 2011

### 2011年
2011年 出演LIVE
2011.06.01
2011年 出演LIVE
- - 01.10  |  三重  |  伊勢物語2011
  - 01.11  |  東京  |  LOVE FOR HAITIインストアTALK&LIVEイベント
  - 01.12  |  東京  |  LOVE FOR HAITI
  - 01.17  |  兵庫  |  第7回 神戸フリーライブ 「ONE HEART」
  - 02.19  |  北海道  |  NORTH FESTIVAL SAPPORO 2011 WINTER
  - 03.05  |  静岡  |  Metis LIVE TOUR 2011【浜松公演】〜みんなで来んさい！Metisの音楽食堂2011〜
  - 03.12  |  岡山  |  Metis LIVE TOUR 2011【岡山公演】〜みんなで来んさい！Metisの音楽食堂2011〜
  - 03.13  |  福岡  |  Metis LIVE TOUR 2011【福岡公演】〜みんなで来んさい！Metisの音楽食堂2011〜
  - 03.22  |  石川  |  金沢ライブドリーム2011(東日本大震災の為中止)
  - 04.16  |  鹿児島  |  Love Life Live
  - 04.17  |  宮崎  |  LOVE in Action プロジェクトご当地大作戦 in 宮崎
  - 04.24  |  兵庫  |  こころをつなぐプロジェクト Fromひょうご・神戸
  - 05.03  |  福岡  |  I LOVE MY TOWN
  - 05.07  |  愛知  |  Metis LIVE TOUR 2011【名古屋公演】〜みんなで来んさい！Metisの音楽食堂2011〜
  - 05.15  |  東京  |  Metis LIVE TOUR 2011【東京公演】〜みんなで来んさい！Metisの音楽食堂2011〜
  - 05.21  |  大阪  |  ウタのタネ3
  - 05.26  |  大阪  |  Metis LIVE TOUR 2011【大阪公演】〜みんなで来んさい！Metisの音楽食堂2011〜
  - 05.28  |  広島  |  Metis LIVE TOUR 2011【広島公演】〜みんなで来んさい！Metisの音楽食堂2011〜

- - 06.14  |  宮城  |  LOVE in Action Meeting(LIVE)
  - 07.03  |  愛知  |  FRESH AIR in 名古屋港 2011
  - 07.06  |  広島  |  いのちのうた2011
  - 07.15  |  神奈川  |  FEEL THE EARTH〜自然と遊ぼう!!!僕らの夏スペシャル!!!〜
  - 07.17  |  岐阜  |  STARLIGHT REGGAE FESTA IN 明宝2011
  - 07.18  |  長崎  |  パサージュサマーフェスタ2011
  - 07.24  |  宮城  |  TBC夏まつり2011
  - 07.31  |  山形  |  FM山形公開録音｢SEASIDE STATION｣
  - 08.06  |  北海道  |  野外DANCE波音2011
  - 08.17  |  東京  |  THE NEW EAST SHOW！
  - 08.19  |  愛知  |  TREASURE 05X GOLD RUSH@名古屋
  - 08.21  |  福島  |  LOVE FOR NIPPON ROAD＠アクアマリンふくしま
  - 09.11  |  鹿児島  |   Sound Yell Live Jam 2011
  - 09.18  |  福岡  |  HIGHER GROUND2011
  - 09.19  |  福岡  |  エフエム福岡 in 久留米 with 「ラーメン侍」
  - 09.21  |  東京  |  人間失格～生きる事は素晴らしいのです～スペシャルライブ
  - 10.01  |  長崎  |  bs WEDDiNG presents Love fes LIVE
  - 10.08  |  福岡  |  GENERATION 2011
  - 10.16  |  広島  |  大窪シゲキの9ジラジ in 山陽女子短期大 陽月祭
  - 10.16  |  愛知  |  Trenchsplash2011
  - 10.29  |  神奈川  |  麻布大学祭2011
  - 11.06  |  東京  |  渋谷女祭り meets SHIBUYA GAL FESTIVAL
  - 11.12  |  宮城  |  ｢人間失格～生きる事は素晴らしいのです～｣発売記念 ミニライヴ＆サイン会@石巻
  - 11.13  |  宮城  |  ｢人間失格～生きる事は素晴らしいのです～｣発売記念 ミニライヴ＆サイン会@富谷
  - 11.18  |  東京  |  「人間失格～生きる事は素晴らしいのです～スペシャルライブ」
  - 11.20  |  宮城  |  Metisウチノ唄～大地の下から命よ芽吹け～in 七ヶ浜